# STS-46
STS-46 (englisch Space Transportation System) ist eine Missionsbezeichnung für das US-amerikanische Space Shuttle Atlantis (OV-104) der NASA. Der Start erfolgte am 31. Juli 1992. Es war die 49. Space-Shuttle-Mission und der zwölfte Flug der Atlantis.

## Mannschaft

### Hauptmannschaft
- Loren Shriver (3. Raumflug), Kommandant
- Andrew Allen (1. Raumflug), Pilot
- Claude Nicollier (1. Raumflug), Missionsspezialist (ESA)  Schweiz
- Jeffrey Hoffman (3. Raumflug), Missionsspezialist
- Franklin Chang-Diaz (3. Raumflug), Missionsspezialist
- Marsha Ivins (2. Raumflug), Missionsspezialistin
- Franco Malerba (1. Raumflug), Nutzlastspezialist (ASI)  Italien

### Ersatz
- Umberto Guidoni (ASI)  für Malerba

## Missionsüberblick
Die 49. Space-Shuttle-Mission begann mit einem problemlosen Start am 31. Juli 1992. Mit diesem Start konnten gleich zwei Nationen ihren ersten Bürger im Weltall feiern, nämlich den Schweizer Claude Nicollier und den Italiener Franco Malerba.
Die beiden Hauptziele der Mission waren das Aussetzen der frei fliegenden Experimente-Plattform EURECA (European Retrievable Carrier) sowie das Experiment TSS (Tethered Satellite Systems). EURECA war eine wiederverwendbare Plattform, die über 70 Experimente enthielt. Sie wurde wegen Problemen mit ihrem Computer von den Astronauten der Mission einen Tag später als geplant ausgesetzt. Als Folge davon wurde der STS-46-Flug um einen Tag verlängert. Nach dem Zünden der Triebwerke des Satelliten wurde die Brennphase etwas zu früh abgebrochen, deshalb musste am sechsten Flugtag der Mission eine Korrekturzündung vorgenommen werden, um die geplante Höhe zu erreichen. Ein Jahr später wurde der Satellit im Rahmen der Mission STS-57 wieder eingefangen.

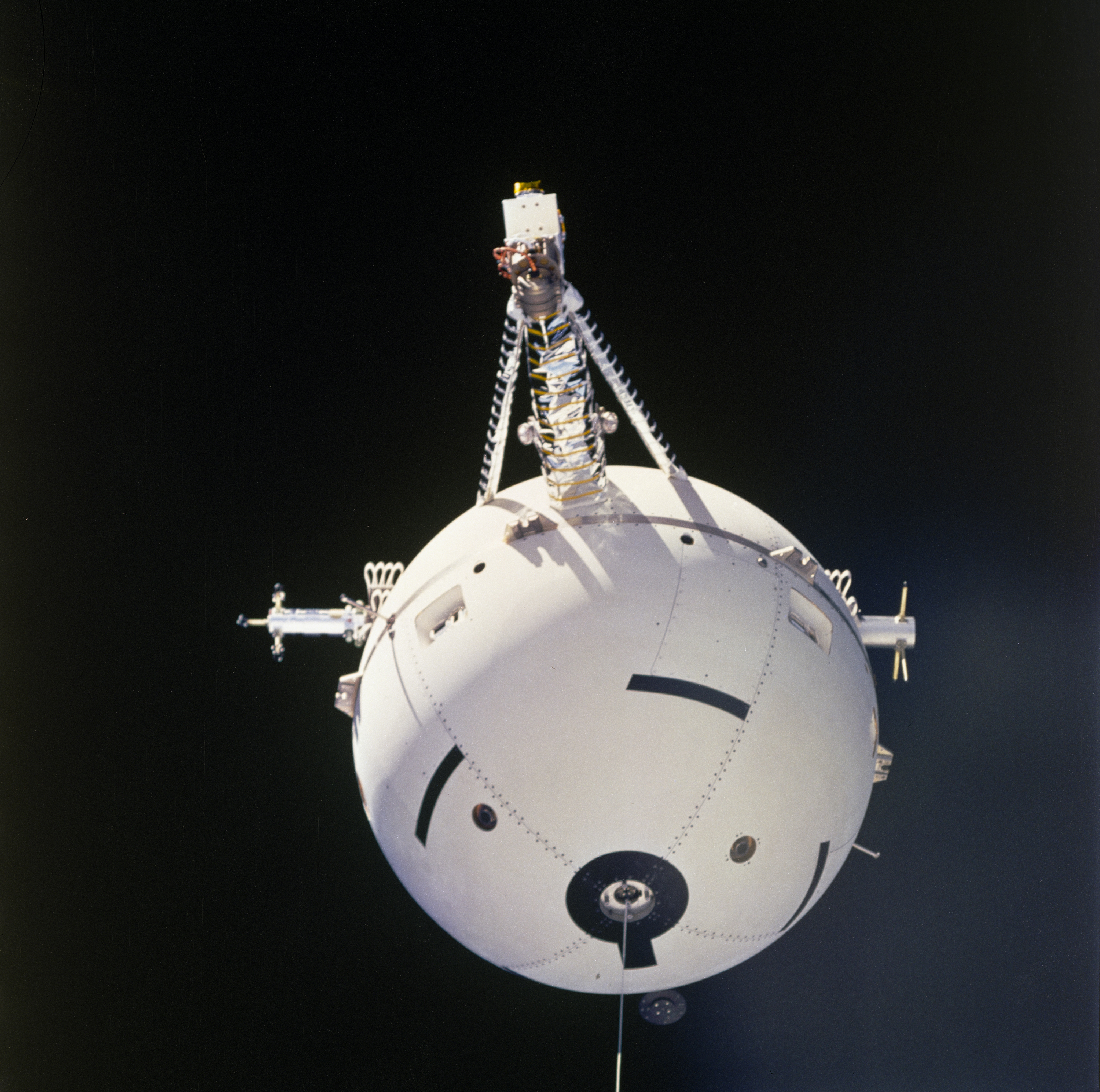
TSS-Satellit

Nach dem erfolgreichen Aussetzen von EURECA wurde das Space-Tether-Experiment TSS begonnen. TSS war ein etwa 500 Kilogramm schwerer Fesselsatellit, der an einem 20 Kilometer langen Stahlkabel vom Shuttle entfernt im Raum schweben sollte. Ziel dieses Versuches war die Gewinnung von elektrischer Energie. Das Kabel zum Satelliten blieb aber nach etwa 260 Metern stecken, deshalb konnten praktisch keine Ergebnisse erzielt werden. Mehrere Tage versuchte die Crew, den Satelliten frei zu bekommen, was aber misslang. Deshalb wurde dieser zur Rückkehr zur Erde wieder in der Nutzlastbucht verstaut.
Die Mission endete am 8. August 1992 mit einer Landung am Kennedy Space Center in Florida.

## Siehe auch

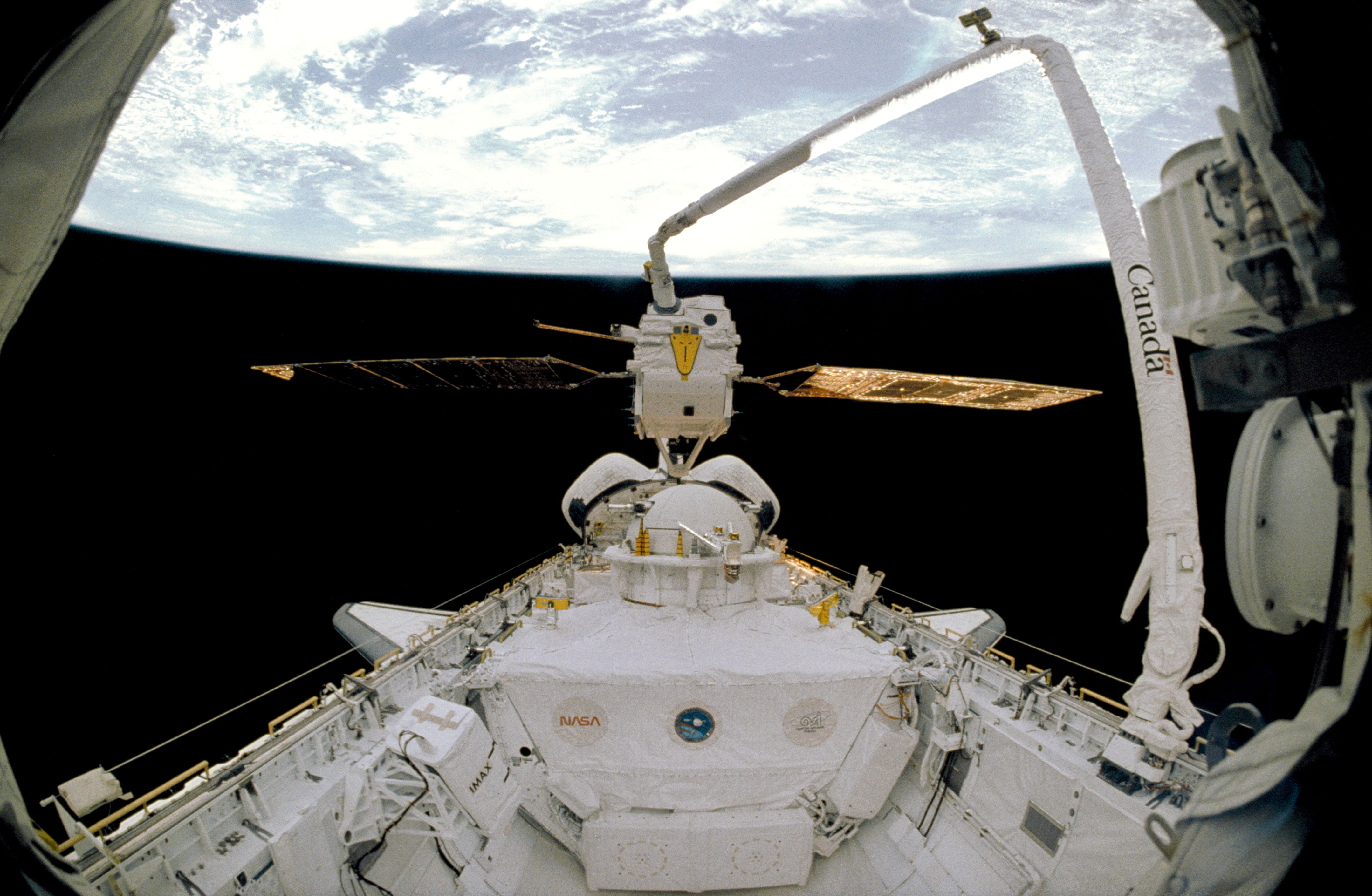
EURECA-1L während des Aussetzens